# بن بست قلب
بن‌بست قلب یک مجموعه تلویزیونی درام ترکی محصول گلد فیلم است که اولین قسمت آن در تاریخ ۱ نوامبر ۲۰۲۲ به کارگردانی سردار گوزلک‌لی و بهادر اینجه و نویسندگی آیلا حاجی‌اوغولاری، ویلمر اوزچنار و توپراک کارا اوغلو با بازی آیچا بینگول , آلپ نوروز , ایرم حلواجی اوغلو  و  مسعود آکوستا پخش شد.   این مجموعه برگرفته از رمانی به همین نام اثر آتیکه هن‌چلیر است که در سال ۲۰۱۸ منتشر شد.  این مجموعه با قسمت بیست‌و‌هشتم خود در ۱۳ ژوئن ۲۰۲۳  به پایان رسید .
« بن بست قلب » یا بن بست دل، داستان خانواده‌ای است که از روستایی به استانبول کوچ می‌کنند. جنت که از هنگام جوانی همیشه روی پای خودش ایستاده، با ییلماز ازدواج می‌کند و از روستای خود به استانبول می‌آید. خشونت ییلماز در گذر سال‌ها انگیزه ‌ای می‌شود که جنت به سراغ وکیلی به نام زینب برود و پس از این پیش‌آمد، زندگی خانواده آن‌ها برای همیشه دگرگون می‌شود.

## پیوندهای بیرونی
- وب سایت رسمی TRT 1 ، Heartbreak بایگانی‌شده  در ۲۰۲۲-۱۱-۰۱ توسط Wayback Machine
- 21874026 در بانک اطلاعات اینترنتی فیلم‌ها (IMDb)
- نشانی یوتیوب
- نشانی توییتر
- نشانی اینستاگرام
- نشانی فیسبوک

## منبع
1. ↑  "اولین پیش‌نمایش مجموعه بن‌بست قلب منتشر شد!". ranini.tv (به ترکی استانبولی). Archived from the original on 17 October 2022. Retrieved 1 November 2022.
2. ↑  ""بن بست قلب" امشب با اولین قسمتش شروع میشود ... "اگر فقط می دانستی چقدر طول کشید تا بمیرم"". aksam.com.tr (به ترکی استانبولی). ۱ نوامبر ۲۰۲۲. Archived from the original on 1 November 2022.
3. ↑  "مجموعه جدید بن‌بست قلب شبکه TRT امشب با مخاطبان دیدار می کند - خبر". باکس‌آفیس ترکی (به ترکی استانبولی). Archived from the original on 1 November 2022. Retrieved 1 November 2022.